# محمد صالح المنجد
محمد صالح المُنَجِّد (13 يونيو 1961 -) (30 ذو الحجة 1380 هـ -) فقيه وداعية مُقيم في السعودية. يُعد الشيخ المُنَجِّد من أنشط الدعاة على شبكة الإنترنت والواقع؛ حيث أن له مشاركات في الأنشطة التلفزيونية الفضائية ومحاضرات ودروس تزيد عن (4500) ساعة على مدى ثلاثٍ وعشرين سنة. نشأ الشيخ المُنَجِّد وترعرع في الرياض ثم انتقل للدراسة في الخبر حتى نال درجة البكالوريوس من جامعة الملك فهد للبترول والمعادن.

## نشأته وتعليمه
نشأ في الرياض وأنهى فيها المرحلة الأولى من تعليمه الابتدائي والمتوسط والثانوي، ثم انتقل إلى مدينة الخبر ودرس وتخرج في جامعة الملك فهد للبترول والمعادن بشهادة بكالوريوس قسم إدارة صناعية. ليتحول بعدها إلى الدعوة إلى الله بتوجيه من الشيخ عبد العزيز بن باز، إذ وجهه بالعمل إماماً وخطيباً في المنطقة الشرقية وكان عمره دون الثلاثين.
وقد حضر مجالس للشيخ عبد العزيز بن باز والشيخ محمد بن صالح العثيمين والشيخ عبد الله بن جبرين وهم أكثر شيوخه الذين استفاد منهم وقرأ على عبد الرحمن ومحمد ولد سيدي الحبيب الشنقيطي وأخذ تصحيح قراءة القرآن على سعيد آل عبد الله.
وكان أكثر من استفاد منه في الإجابات الشيخ عبد العزيز بن عبد الله بن باز، وكانت علاقته به ممتدة على مدى خمس عشرة سنة وهو الذي دفعه إلى التدريس، وكتب إلى مركز الدعوة والارشاد بالدمام باعتماد التعاون معه في المحاضرات والخطب والدروس العلمية، وبسبب الشيخ عبد العزيز بن باز أصبح خطيباً وإماماً ومحاضراً. ومن شيوخه الذين استفاد منهم الشيخ صالح بن فوزان آل فوزان والشيخ عبد الله بن محمد الغنيمان والشيخ عبد المحسن الزامل والشيخ عبد الرحمن بن صالح المحمود وله دروس علمية في الجامع الذي يؤم فيه وهو جامع عمر بن عبد العزيز بالخبر.

## مشايخه
وقد أخذ العلم عن العديد من المشايخ منهم:
1. الشيخ عبد العزيز بن باز.
2. المحدث محمد ناصر الدين الألباني.
3. الشيخ محمد بن صالح العثيمين.
4. الشيخ عبد الله بن جبرين.
5. الشيخ صالح الفوزان.
6. الشيخ عبد الرحمن البراك.
7. الشيخ عبد الله الغنيمان.
8. الشيخ محمد ولد سيدي الحبيب الشنقيطي.
9. الشيخ عبد المحسن الزامل.
10. الشيخ عبد الرحمن المحمود.
11. وأخذ تصحيح قراءة القرآن على الشيخ سعيد آل عبد الله.[7]

## أعماله ونشاطه العلمي
إمام وخطيب مسجد عمر بن عبد العزيز بالعقربية في مدينة الخبر، وله نشاط كبير في الدعوة إلى الإسلام عن طريق الدروس والمحاضرات التي يلقيها في مسجده وغيره.
فقد كان له برنامج أسبوعي على قناة المجد الفضائية بعنوان الراصد استمر فترة من الزمن، كما أن له برنامجًا أسبوعيًا في إذاعة القرآن الكريم. وله كذلك برامج في قنوات محلية وخليجية وعربية، وله أكثر من 3000 مادة منشورة معظمها عبر الشبكة. كما أن له العديد من الأشرطة في دروس متنوعة تزيد على (4500) ساعة صوتية، وهو من أكثر الدعاة نشاطاً وتأثيراً في الأوساط الشبابية. ويعتبر له نشاط إعلامي واسع عبر القنوات الفضائية المختلفة، ويتميز المنجد بأن برامجه تُبث بشكل متزامن على أكثر من 10 قنوات فضائية أحياناً، خاصةً في شهر رمضان المبارك.

### شركة مجموعة زاد
يشرف الشيخ محمد المنجد على شركة مجموعة زاد، وهي شركة تهدف إلى خدمة الإسلام ونشر العلم الشرعي على أوسع نطاق، ومن مشاريعها:
- إنشاء موقع الإمام ابن باز: وهو موقع يهدف إلى جمع تراث الشيخ ابن باز العلمي ودعوته ليكون دليلًا جامعًا لفتاويه وعلمه وإجابة أسئلة الناس.
- إنشاء تطبيق موسوعة الفتاوى البازية: وهو أكبر تطبيق إلكتروني يجمع فتاوى الشيخ ابن باز.
- إنشاء موقع الشيخ عبد العزيز الراجحي: وهو موقع يهدف إلى جمع فتاوى ودروس الشيخ عبد العزيز الراجحي في موقع واحد.
- إنشاء موقع الشيخ خالد السبت: وهو موقع يهدف إلى جمع محاضرات وسلاسل ودورات وكتب الشيخ خالد السبت لنشر العلم الشرعي وتعليم الدين.
- إنشاء أكاديمية زاد العلمية: وهي أول أكاديمية عبر الإنترنت متخصصة في العلوم الشرعية.
- إنشاء قناة زاد الفضائية: وهي قناة علمية تعليمية احترافية تهدف إلى نشر الدين وتعليم آدابه وعلومه.
- إنشاء مشروع عالم زيدو: وهو مشروع تعليمي تربوي إلكتروني يستهدف الإرتقاء بالطفل المسلم وفق منطلقات إسلامية ومنهج تربوي متكامل، واستثمار لأحدث تقنيات التعليم الجاذب.
- إنشاء منصة زادي: وهي منصة شرعية لتعليم وتدريس العلم الشرعي من خلال المساقات التعليمية والحقائب العلمية والرامج التدريبية.
- إنشاء تطبيق مصحف زاد: وهو تطبيق إلكتروني للقرآن الكريم، يستطيع المستخدم من خلاله الاستماع إلى القرآن بصوت أشهر القُرّاء، كما يتيح له قراءة التفاسير مثل تفسير ابن كثير والسعدي والطبري وغيرهم، بالإضافة إلى إمكانية معرفة معاني القرآن الكريم بلغات مختلفة من أوثق الترجمات، وغيره من المميزات.
- إنشاء تطبيق فقه المهن: وهو تطبيق يقدم معلومات وفوائد وأحكام شرعية لكل صاحب مهنة، مثل الطبيب والتاجر والحلَّاق والمزارع والجزَّار وغيرهم، كما يحتوي على فتاوى مهمة تساعد على تحرِّي الحق وتجنب الوقوع في الشبهات والمعاصي بالمهنة.
- إنشاء تطبيق الحُفَّاظ الصِّغَار: وهو تطبيق يعتني بحفظ السنة النبوية ومعرفة معانيها وإرشاداتها التربوية، ومطالعة أسماء الصحابة وترجماتهم بطريقة سهلة وممتعة.
- إنشاء تطبيق طهور إن شاء الله: وهو تطبيق أعد خصيصًا ليكون أنيسًا للمريض ويقدم له ما يحتاجه من المعلومات والأحكام الشرعية التي تناقش ما يتعرض له من أحوال صحية، وكذلك فتاوى العلماء في هذا الجانب، وفي التطبيق يجد المستخدم تفاصيل عن الرقية الشرعية وكيف يحصن نفسه بالمأثور من أدعية القرآن والسنة، بالإضافة إلى قصص مؤنسة وفوائد ممتعة ومسابقات ثقافية، ومختارات للطفل، وسجل لمتابعة المواعيد وقياس السكر والضغط.
- إنشاء تطبيق تجارب خيرية: وهي شبكة اجتماعية تفاعلية تتيح للفاعلين والمشاركين والعاملين في القطاعات الخيرية والدعوية والمجتمعية نشر التجارب والممارسات الناجحة مع إتاحة التعليقات والمناقشات ليستفيد منها الآخرون. ويمكن للمستخدمين إضافة مجموعات تفاعلية مغلقة لمناقشة تجارب وممارسات ناجحة . كما يمكن للقطاعات والمؤسسات الرسمية إضافة ممارساتهم الناجحة ومناقشتها مع المستخدمين.

### نشاطه على شبكة الإنترنت
يُعرف عن محمد صالح المنجد أنه من أوائل من استخدم الإنترنت في الدعوة إلى منهجه، وذلك بتأسيسه موقع الإسلام سؤال وجواب، وهو أول موقع إسلامي على شبكة الإنترنت، وقد افتتحه الشيخ منذ عام 1996م قبل دخول خدمة الإنترنت بشكل رسمي للأفراد في السعودية. ويشرف عليه حتى الآن وكذلك على تسعة مواقع إسلامية وهي مجموعة مواقع الإسلام تنشر محتواها بعشر لغات مختلفة.

## مشاركاته الدعوية ودروسه
له عدد من الدروس العلمية مثل:
- شرح كتاب التوحيد للشيخ محمد بن عبد الوهاب.
- شرح صحيح البخاري.
- شرح سنن الترمذي.
- شرح عمدة الأحكام في الفقه للحافظ عبد الغني المقدسي.
- شرح كتاب منهج السالكين في الفقه للشيخ ابن سعدي السعدي.

وله سلسلة محاضرات تربوية يوم الأربعاء ودروس شهرية في كل من الرياض وجدة وبرنامج في إذاعة القرآن الكريم (بين النبي وأصحابه) يوم السبت بعد الظهر، وبرنامج (خطوات على طريق الإصلاح يوم الأربعاء ويعاد يوم الإثنين 6.45م).

## مشاركاته التلفزيونية
- دروس وعِبَر من قصة الخَضِر.
- الاستقامة.
- كيف نجدد الإيمان في قلوبنا.
- الخشوع في الصلاة.
- حاجتنا إلى الأخلاق.
- البكاء من خشية الله.
- تصفية النفوس من الأحقاد.
- داء الغفلة.
- دروس في فتنة المسيح الدجال.
- صوارف الخشوع.
- إن أكرمكم عند الله أتقاكم.
- وصايا لشباب المراكز الصيفية.
- مقومات التربية الناجحة.
- دروس وعِبَر في إسلام أبي ذر الغفاري.
- أهمية الإيمان باليوم الآخر.
- التوكل على الله في الأزمات.
- حاجتنا إلى التربية الإسلامية.
- وسائل تكوين الشخصية الإسلامية. وغيرها.[15]

## مؤلفاته
ألَّف المنجد مجموعة كبيرة من الكتب، منها:
- كيف عاملهم (أكثر كتاب تم بيعه في معرض الكتاب في الرياض لعام 1435 هـ).
- أحوال المصطفى.
- كتاب «اترك أثراً قبل الرحيل».
- سلسلة «أعمال القلوب» تحتوي على عشر كتيبات.
- سلسلة «مفسدات القلوب» تحتوي على عشر كتيبات.
- بدعة إعادة فهم النَّص (تقديم الشيخ صالح الفوزان).
- وسائل الثبات على دين الله.
- 70 مسألة في الصيام.
- 100 دعاء من الكتاب والسنة الصحيحة.
- حُمَّى الألعاب الإلكترونيّة.
- ظاهرة ضعف الإيمان.
- الدليل إلى الموضوعات الإسلامية (صدر منه ثلاثة أجزاء).
- مشروعك الذي يلائمك.

## اعتقاله
أكد حساب «معتقلي الرأي على تويتر» اعتقال السلطات السعودية للداعية محمد المنجد في 18 سبتمبر 2017، وذلك ضمن حملة اعتقالات شملت دعاة آخرين كذلك، وجاء اعتقال المنجد (بحسب متابعين) بعد تحريض مستمر من قبل حسابات تواصل سعودية منذ بدء حملة الاعتقالات مطلع أيلول/ سبتمبر لعام 2017. وقد أطلق ناشطون سعوديون عدة حملات عبر «تويتر» تطالب الحكومة بمنحه الجنسية السعودية.

## وصلات خارجية
- موقع الإسلام سؤال وجواب
- الموقع الرسمي للشيخ محمد صالح المنجد
- صفحته على موقع طريق الإسلام
- سيرته الذاتية على موقع الإسلام سؤال وجواب
- قناة زاد العلمية قناة متخصصة في مجال التعليم الشرعي عن بعد؛ ولها «تردد» على بعض الأقمار الصناعية
- الحساب الرسمي في تويتر لشيخ محمد صالح المنجد